# Iván Skóbrev
Iván Alexándrovich Skóbrev –en ruso, Иван Александрович Скобрев– (Jabárovsk, URSS, 8 de febrero de 1983) es un deportista ruso que compitió en patinaje de velocidad sobre hielo. 
Participó en tres Juegos Olímpicos de Invierno, obteniendo dos medallas en Vancouver 2010, plata en 10 000 m y bronce en 5000 m, el quinto lugar en Turín 2006 y el sexto en Sochi 2014, en persecución por equipos.
Ganó una medalla de oro en el Campeonato Mundial de Patinaje de Velocidad sobre Hielo de 2011 y siete medallas en el Campeonato Mundial de Patinaje de Velocidad sobre Hielo en Distancia Individual entre los años 2007 y 2013. Además, obtuvo dos medallas en el Campeonato Europeo de Patinaje de Velocidad sobre Hielo, plata en 2011 y bronce en 2010.

## Palmarés internacional
| Juegos Olímpicos                           | Juegos Olímpicos                | Juegos Olímpicos  | Juegos Olímpicos        |
| Año                                        | Lugar                           | Medalla           | Prueba                  |
| ------------------------------------------ | ------------------------------- | ----------------- | ----------------------- |
| 2010                                       | Vancouver (Canadá)              | Medalla de plata  | 10 000 m                |
| 2010                                       | Vancouver (Canadá)              | Medalla de bronce | 5000 m                  |
| Campeonato Mundial                         |                                 |                   |                         |
| Año                                        | Lugar                           | Medalla           | Prueba                  |
| 2011                                       | Calgary (Canadá)                | Medalla de oro    | Clasificación general   |
| Campeonato Mundial en Distancia Individual |                                 |                   |                         |
| Año                                        | Lugar                           | Medalla           | Prueba                  |
| 2007                                       | Salt Lake City (Estados Unidos) | Medalla de bronce | Persecución por equipos |
| 2011                                       | Inzell (Alemania)               | Medalla de bronce | 5000 m                  |
| 2011                                       | Inzell (Alemania)               | Medalla de bronce | 10 000 m                |
| 2012                                       | Heerenveen (Países Bajos)       | Medalla de plata  | 1500 m                  |
| 2012                                       | Heerenveen (Países Bajos)       | Medalla de bronce | Persecución por equipos |
| 2013                                       | Sochi (Rusia)                   | Medalla de bronce | 1500 m                  |
| 2013                                       | Sochi (Rusia)                   | Medalla de bronce | 5000 m                  |
| Campeonato Europeo                         |                                 |                   |                         |
| Año                                        | Lugar                           | Medalla           | Prueba                  |
| 2010                                       | Hamar (Noruega)                 | Medalla de bronce | Clasificación general   |
| 2011                                       | Collalbo (Italia)               | Medalla de plata  | Clasificación general   |